# Gladys Lorens
Gladys Lorens fue una actriz, bailarina y vedette argentina.

## Carrera
Con su bello rostro y escultural figura, Lorens comenzó su carrera desde muy joven en los escenarios argentinos en el género revisteril. Primero lo hizo como bailarina, corista y luego pasó a ocupar un lugar como segunda vedette. 
Trabajó con primeros capocómicos como José Marrone, Osvaldo Pacheco, Jorge Porcel, Alberto Anchart, Adolfo Stray, Gogó Andreu, entre muchos otros. Se destacó junto a primeras vedettes de la talla de Nélida Roca, Amelita Vargas, Susana Brunetti, Mimí Pons, Patricia Dal, Violeta Montenegro, Romina Gay, Bettina Vardé, entre otras.
En cine tuvo la oportunidad de filmar en una película protagonizada por Sandro.

## Teatro[1]
- 1974: Borrón y Maipo nuevo, con Lynn Alison, Alberto Anchart, Domingo Barbieri, Lorena Car, Nury Cid, Yeli Fontan, Katia Iaros, Karold Iujas, Miguel Jordán, Lizzy Lot, Pete Martin, Osvaldo Pacheco y Oscar Varicelli.
- 1969: Buenos Aires 2001 - Teatro Maipo junto a Jorge Porcel, Hilda Mayo, Alberto Anchart, Liana Dumaine, Adriana Parets, Elvia Evans, Pedro Sombra, Extraña Dimensión, Ruth Durante, Gloria Prat, Domingo Barbieri, Mario Medrano, Jorge Luz, Yely Denoyer, Betina Escobar, Alicia Dora y Los Bombos Tehuelches.
- 1968: Les cantamos las cuarenta, con Zaima Beleño, Adriana Brilla, Tita Coello, Elvia Evans, Susana Ferrer, Luis FIgueroa, Pochi Grey, Sonia Grey, Lizzy Lot, Tito Lusiardo, Hilda Mayo, Osvaldo Pacheco, Don Pelele, Vicente Rubino, Pedro Sombra, Violeta Rivas, Néstor Fabián y Ada Zanet.[2]
- 1968: Las 40 Primaveras - Teatro Maipo junto a Osvaldo Pacheco, Zaima Beleño , Jorge Porcel, Juan Carlos Altavista, Pochi Grey, Larry Dixon, Adriana Parets, Pedro Sombra, El Cuarteto Federico Grela, Ada Zanet, Gloria Prat, Lizzy Lot, Tita Coel, Yeli Denoyer, Sonia Grey, Ginette, Violeta Rivas, Néstor Fabián, Daniel Riolobos y Los Cinco Latinos.
- 1968: Escándalo en el Maipo - Teatro Maipo junto a Jorge Porcel, Hilda Mayo, Alberto Anchart, Liana Dumaine, Gloria Prat, Elvia Evans, Pedro Sombra, Extraña Dimensión, Ruth Durante, Adriana Parets, Domingo Barbieri, Mario Medrano, Jorge Luz, Yely Denoyer, Betina Escobar, Alicia Dora y Los Bombos Tehuelches.
- 1966: La moda no viene con botas con Adolfo Stray, Susana Brunetti, Franca Alario, Adriana Diva, Betty Eleta, Roberto García Ramos y Oscar Villa.
- 1964: La revista está loca...loca...loca...loca, con Adolfo Stray, Nélida Roca, Vilma Cristian, Pablo Del Rio, Rubén Fratto, Roberto García Ramos, Ricky Giuliano, Hellen Grant, Marta Morel, Pepe Parada, Carlos Scazziota, Silvia Scott, Pablo del Río y Ida Wall.
- 1964: Esto es París, junto a Adolfo Stray, Nélida Roca, Gogó Andreu, Norma Castelar, Vilma Cristian, Edmundo Da Cruz, Pablo Del Rio, Rubén Fratto, Roberto García Ramos, Richi Giuliano, Yoli Gordillo, Helen Grant, Juan Lerma, Hugo Montero, Marta Morel, Norberto Nelson, Pepe Parada, Rafael Paret, Carlos Scazziota, Silvia Scott, Black Tete y Arturo Videla.
- 1959: Revista con la compañía de Miguel de Molina, junto con las bailarinas y vedettes Susana Rubio, Tita Russ y María Rosa Fugazot.